# Egirina
L'egirina, aegirina o acmita és un silicat, concretament un inosilicat del subgrup dels clinopiroxens. El seu nom prové de n'Ægir, el déu del mar en la mitologia nòrdica, ja que un dels primers minerals descrits va ser trobat a prop del mar. Va ser descobert l'any 1821 a Rundemyr, Noruega (en aquell moment se li va donar el nom d'acmita); va ser anomenat com a egirina el 1835 pel capellà i mineròleg Hans Morten Thrane Esmark. L'espècimen anomenat per Thrane va ser trobat a Låven, Langesundsfjorden, Noruega.

## Característiques químiques
La seva fórmula química és NaFe+3Si₂O₆. Normalment se sol presentar a la natura amb altres impureses que produeixen canvis en la seva coloració. Aquestes impureses poden ser: alumini, titani, vanadi, manganès, magnesi, calci, potassi, zirconi o ceri.

## Context geològic de formació
S'acostuma a trobar generalment en roques ígnies alcalines, carbonatites i pegmatites; també es troba en roques metamòrfiques com esquists afectats per metamorfisme regional, gneisos, roques formades en fàcies d'esquists blaus i per metasomatisme de granulites riques en sodi.